# Máy chơi trò chơi điện tử video

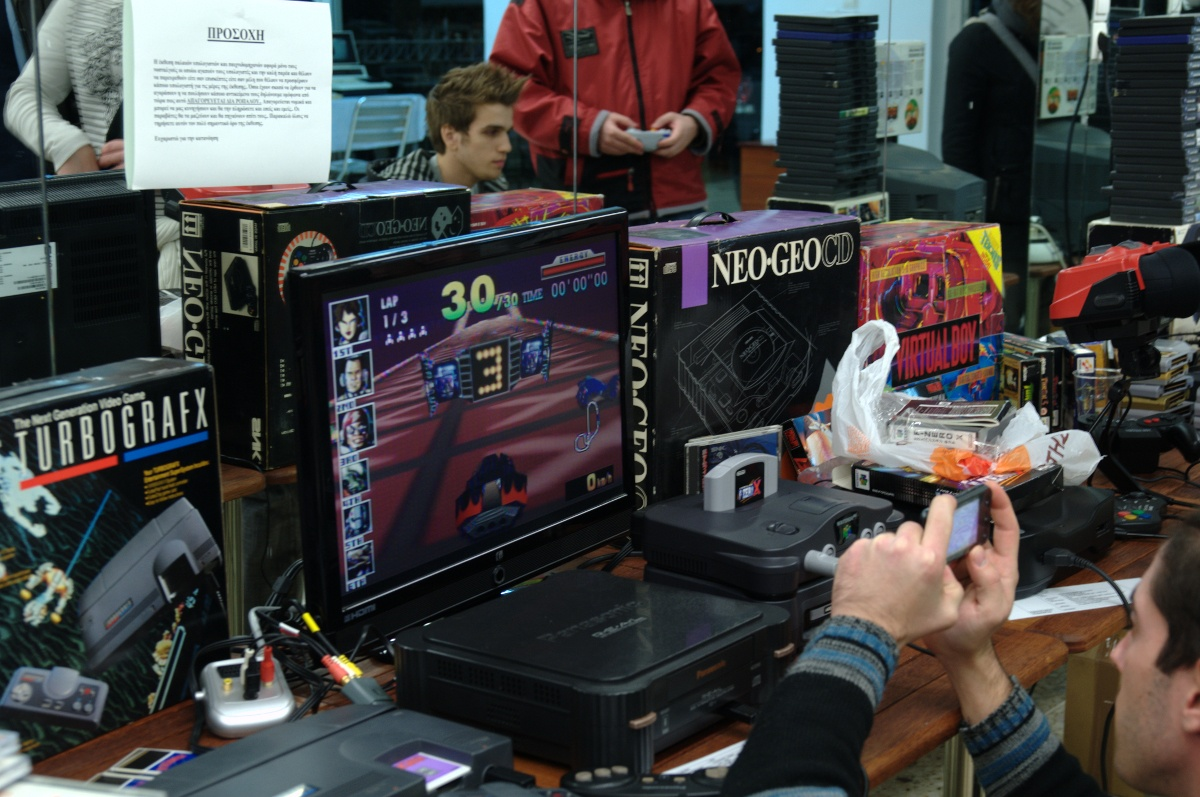
Một bộ sưu tập các máy chơi trò chơi điện tử cổ điển khác nhau tại một chương trình truyền hình

Máy chơi trò chơi điện tử video là thiết bị điện tử hoặc máy tính có đầu ra dùng để xuất ra tín hiệu video hoặc hình ảnh trực quan để hiển thị trò chơi điện tử mà một hoặc nhiều người có thể chơi thông qua một số loại tay cầm điều khiển trò chơi. Đây có thể là máy chơi trò chơi điện tử tại gia thường được đặt ở vị trí cố định được kết nối với TV hoặc thiết bị hiển thị khác và được điều khiển bằng bộ điều khiển trò chơi riêng biệt hoặc máy chơi trò chơi điện tử cầm tay bao gồm bộ hiển thị và chức năng bộ điều khiển của riêng chúng được tích hợp sẵn trong thiết bị và có thể phát ở mọi nơi. Máy chơi trò chơi điện tử lai kết hợp các yếu tố của cả máy gia đình và máy cầm tay.
Máy chơi trò chơi điện tử là một dạng máy tính tại gia chuyên dụng hướng đến chơi trò chơi điện tử, được thiết kế với khả năng chi trả và khả năng tiếp cận cho công chúng nói chung, nhưng thiếu khả năng tính toán thô và khả năng tùy chỉnh. Sự đơn giản hoa này được thông qua một phần nhờ vào việc sử dụng hộp băng trò chơi hoặc các cách phân phối đơn giản khác, giúp giảm bớt thời gian khởi chạy trò chơi. Tuy nhiên, điều này dẫn đến các định dạng độc quyền, tạo ra sự cạnh tranh để giành thị phần. Nhiều hệ máy gần đây đã cho thấy sự hợp nhất hơn nữa với máy tính gia đình, giúp các nhà phát triển dễ dàng phát hành trò chơi trên nhiều nền tảng. Hơn nữa, các hệ máy hiện đại có thể thay thế cho máy phát đa phương tiện với khả năng phát lại phim và nhạc từ phương tiện quang học hoặc các dịch vụ phương tiện truyền trực tuyến.
Máy chơi trò chơi điện tử thường bán theo chu kỳ 5-7 năm được gọi là một thế hệ, với các hệ máy sản xuất ra với các khả năng kỹ thuật tương tự hoặc được sản xuất trong cùng một khoảng thời gian sẽ vào chung một nhóm thế hệ. Ngành công nghiệp này đã phát triển một mô hình dao cạo để bán máy chơi trò chơi điện tử với lợi nhuận thấp hoặc thua lỗ trong khi vẫn tạo ra doanh thu từ phí bản quyền cho mỗi trò chơi được bán ra, với kế hoạch thu hút người tiêu dùng vào máy chơi trò chơi điện tử thế hệ tiếp theo. Trong khi nhiều nhà sản xuất từng đến và đi trong lịch sử, luôn có hai hoặc ba nhà lãnh đạo thống trị thị trường, với thị phần hiện tại dẫn đầu là Sony (với thương hiệu PlayStation), Microsoft (với thương hiệu Xbox), và Nintendo (hiện đang sản xuất Switch và phiên bản gọn nhẹ của nó).

## Lịch sử
Máy chơi trò chơi điện tử đầu tiên xuất hiện vào đầu những năm 1970. Ralph H. Baer đã nghĩ ra khái niệm chơi các trò chơi đơn giản tại chỗ trên màn hình tivi vào năm 1966, sau này trở thành nền tảng của Magnavox Odyssey vào năm 1972. Lấy cảm hứng từ trò chơi bóng bàn trên máy Odyssey, Nolan Bushnell, Ted Dabney, và Allan Alcorn tại Atari, Inc đã phát triển ra trò chơi arcade đầu tiên đạt được nhiều thành công, Pong, và tìm cách phát triển trò chơi đó thành phiên bản dành cho gia đình, phát hành vào năm 1975. Các máy chơi trò chơi điện tử tại đầu tiên chỉ có thể chơi một nhóm trò chơi tích hợp sẵn trong phần cứng. Hệ máy lập trình sử dụng hộp băng ROM có thể hoán đổi do Fairchild Channel F giới thiệu vào năm 1976 mặc dù đã có mặt trên Atari 2600, phát hành trước đó vào năm 1977.
Máy chơi trò chơi điện tử cầm tay nổi lên nhờ những cải tiến về công nghệ trong trò chơi điện tử khi chúng chuyển từ cơ học sang logic điện tử / kỹ thuật số và chuyển từ màn hình diode phát sáng (LED) sang màn hình tinh thể lỏng (LCD) giống với màn hình video hơn, với Microvision vào năm 1979 và Game & Watch năm 1980 là những ví dụ ban đầu và Game Boy hiện thực hóa hoàn toàn vào năm 1989.
Kể từ những năm 1970, cả máy chơi trò chơi điện tử gia đình và cầm tay đều trở nên tiên tiến hơn sau những thay đổi toàn cầu về công nghệ, bao gồm cải tiến sản xuất chip điện tử và máy tính để tăng sức mạnh tính toán với chi phí và kích thước thấp hơn, sự ra đời của đồ họa 3D và bộ xử lý đồ họa dựa trên phần cứng cho ra kết xuất thời gian thực, truyền thông kỹ thuật số như Internet, mạng không dây và Bluetooth, và các định dạng phương tiện truyền thông lớn hơn và dày đặc hơn cũng như phân phối kỹ thuật số. Theo cùng một kiểu tiến triển của định luật Moore, các máy chơi trò chơi điện tử tại gia được nhóm thành các thế hệ, mỗi thế hệ kéo dài khoảng năm năm, với các máy trong mỗi loại có các thông số kỹ thuật và tính năng tương tự như kích thước của bộ xử lý. Mặc dù không có định nghĩa tiêu chuẩn hoặc phân tích theo thế hệ, nhưng định nghĩa về các thế hệ này được Wikipedia sử dụng bao gồm cả hệ máy đại diện được hiển thị bên dưới.

## Loại
Hầu hết các máy chơi trò chơi điện tử được coi là máy có thể lập trình và có phương tiện để người chơi chuyển đổi giữa các trò chơi khác nhau. Theo truyền thống, điều này đã được thực hiện bằng cách chuyển hộp băng trò chơi hoặc thẻ trò chơi vật lý hoặc thông qua sử dụng đĩa quang.
Máy chơi trò chơi điện tử chuyên dụng rất phổ biến trong thế hệ thứ nhất cho đến khi chúng dần bị thay thế bởi thế hệ thứ hai sử dụng hộp băng ROM. Thế hệ thứ tư dần dần được hợp nhất thành đĩa quang. Hiện tại, việc tải xuống trò chơi thông qua phân phối kỹ thuật số và lưu trữ chúng trên các thiết bị lưu trữ kỹ thuật số bên trong hoặc bên ngoài là phổ biến.
Một số máy chơi trò chơi điện tử được coi là máy chơi trò chơi điện tử chuyên dụng, trong đó trò chơi có sẵn cho máy chơi trò chơi điện tử được "nhúng" vào phần cứng, bằng cách lập trình qua mạch hoặc chép vào bộ nhớ flash chỉ đọc của máy. Do đó, người dùng không thể trực tiếp thêm hoặc thay đổi thư viện trò chơi. Người dùng thường có thể chuyển đổi giữa các trò chơi trên máy chơi trò chơi điện tử chuyên dụng bằng cách sử dụng công tắc phần cứng trên máy chơi trò chơi điện tử hoặc thông qua menu trong trò chơi. Máy chơi trò chơi điện tử chuyên dụng phổ biến trong thế hệ máy chơi trò chơi điện tử gia đình đầu tiên, chẳng hạn như Magnavox Odyssey và phiên bản máy chơi trò chơi điện tử gia đình của Pong, và gần đây hơn là cho các máy theo phong cách cổ điển như NES Classic Edition và Sega Genesis Mini.

### Giá bán
Các máy chơi trò chơi điện tử khi ban đầu ra mắt vào thập niên 1970 và 1980 có giá khoảng 200−300 đô la Mỹ, và với sự ra đời của hộp băng ROM, trung bình mỗi trò chơi có giá khoảng 30−40 đô la Mỹ. Theo thời gian, giá ra mắt của các máy chơi trò chơi điện tử cơ bản nhìn chung đã tăng lên khoảng 400−500 đô la Mỹ, với trò chơi trung bình có giá 60 đô la Mỹ. Không ngoại lệ, giai đoạn chuyển đổi từ hộp băng ROM sang phương tiện quang học vào đầu những năm 1990 đã chứng kiến một số máy có mức giá cao hơn 400 đô la Mỹ và lên đến 700 đô la Mỹ. Kết quả là, doanh số của những máy sử dụng phương tiện quang học đầu tiên này nhìn chung rất kém.
Khi được điều chỉnh theo lạm phát, giá của máy nói chung đã theo xu hướng giảm, từ 800−1,000 đô la Mỹ từ những thế hệ đầu tiên xuống còn 500−600 đô la Mỹđối với hệ máy hiện tại. Điều này là điển hình cho bất kỳ công nghệ máy tính nào, với những cải tiến về hiệu suất và khả năng tính toán vượt xa chi phí bổ sung để đạt được những lợi ích đó. Hơn nữa, tại Mỹ, giá của máy nói chung vẫn nhất quán, nằm trong khoảng 0,8% đến 1% thu nhập trung bình của hộ gia đình, dựa trên dữ liệu Điều tra dân số Hoa Kỳ cho năm ra mắt của máy.
Kể từ Nintendo Entertainment System, giá máy đã ổn định trên mô hình dao cạo, trong đó các máy có doanh số thấp hoặc không mang lại lợi nhuận cho nhà sản xuất, nhưng họ có doanh thu từ mỗi trò chơi được bán do phí cấp phép và các dịch vụ giá trị gia tăng khác xung quanh máy (chẳng hạn như Xbox Live). Các nhà sản xuất thậm chí còn đoán được chắc chắn sẽ lỗ khi bắt đầu ra mắt với kỳ vọng sẽ phục hồi nhờ việc chia sẻ doanh thu và sau đó thu hồi giá trên máy khi họ chuyển sang các thành phần và quy trình sản xuất ít tốn kém hơn mà không thay đổi giá bán lẻ. Các máy thường được thiết kế để có tuổi thọ sản phẩm là 5 năm, mặc dù các nhà sản xuất đã xem xét lại đối với các thế hệ gần đây, có tuổi thọ dài hơn từ 7 đến 10 năm.
| Giá phát hành (bằng U.S. Dollars) và tổng bán ra   | Giá phát hành (bằng U.S. Dollars) và tổng bán ra | Giá phát hành (bằng U.S. Dollars) và tổng bán ra | Giá phát hành (bằng U.S. Dollars) và tổng bán ra | Giá phát hành (bằng U.S. Dollars) và tổng bán ra |
| Hệ máy                                             | Năm phát hành (Mỹ)                               | Giá giới thiệu (Mỹ)                              | Giá giới thiệu (Mỹ)                              | Doanh thu toàn thế giới                          |
| Hệ máy                                             | Năm phát hành (Mỹ)                               | Nguyên giá                                       | Lạm phát 2020                                    | Doanh thu toàn thế giới                          |
| Thế hệ thứ nhất                                    | Thế hệ thứ nhất                                  | Thế hệ thứ nhất                                  | Thế hệ thứ nhất                                  | Thế hệ thứ nhất                                  |
| -------------------------------------------------- | ------------------------------------------------ | ------------------------------------------------ | ------------------------------------------------ | ------------------------------------------------ |
| Magnavox Odyssey                                   | 1972                                             | 100                                              | 553                                              | 350.000                                          |
| Thế hệ thứ hai                                     |                                                  |                                                  |                                                  |                                                  |
| Atari 2600                                         | 1977                                             | 200                                              | 882                                              | 30,000,000                                       |
| Intellivision                                      | 1979                                             | 300                                              | 996                                              | 3,000,000                                        |
| Atari 5200                                         | 1982                                             | 270                                              | 740                                              | 1,400,000                                        |
| Colecovision                                       | 1982                                             | 175                                              | 480                                              | 2,000,000                                        |
| Thế hệ thứ ba                                      |                                                  |                                                  |                                                  |                                                  |
| NES                                                | 1985                                             | 200                                              | 490                                              | 61,900,000                                       |
| Atari 7800                                         | 1984                                             | 150                                              | 380                                              | 3,770,000                                        |
| Master System                                      | 1986                                             | 200                                              | 470                                              | 13,000,000                                       |
| Game Boy                                           | 1989                                             | 110                                              | 234                                              | 118,690,000                                      |
| Thế hệ thứ tư                                      |                                                  |                                                  |                                                  |                                                  |
| TurboGrafx-16                                      | 1989                                             | 200                                              | 426                                              | 5,800,000                                        |
| Genesis                                            | 1989                                             | 190                                              | 405                                              | 30,750,000                                       |
| SNES                                               | 1991                                             | 200                                              | 384                                              | 49,100,000                                       |
| CD-I                                               | 1991                                             | 400                                              | 768                                              | 1,000,000                                        |
| Neo Geo                                            | 1991                                             | 650                                              | 1248                                             | 980,000                                          |
| Sega CD                                            | 1992                                             | 300                                              | 561                                              | 2,240,000                                        |
| Thế hệ thứ năm                                     |                                                  |                                                  |                                                  |                                                  |
| Atari Jaguar                                       | 1993                                             | 250                                              | 453                                              | 250,000                                          |
| 3DO                                                | 1993                                             | 700                                              | 1267                                             | 2,000,000                                        |
| 32X                                                | 1994                                             | 160                                              | 282                                              | 665,000                                          |
| PlayStation                                        | 1995                                             | 300                                              | 516                                              | 102,490,000                                      |
| Sega Saturn                                        | 1995                                             | 400                                              | 688                                              | 9,260,000                                        |
| Nintendo 64                                        | 1996                                             | 200                                              | 334                                              | 32,390,000                                       |
| Thế hệ thứ sáu                                     |                                                  |                                                  |                                                  |                                                  |
| Dreamcast                                          | 1999                                             | 200                                              | 314                                              | 9,130,000                                        |
| PlayStation 2                                      | 2000                                             | 300                                              | 459                                              | 155,000,000                                      |
| GameCube                                           | 2001                                             | 200                                              | 294                                              | 21,740,000                                       |
| Xbox                                               | 2001                                             | 300                                              | 441                                              | 24,000,000                                       |
| Game Boy Advance                                   | 2001                                             | 100                                              | 147                                              | 118,690,000                                      |
| N-Gage                                             | 2003                                             | 300                                              | 416                                              | 3,000,000                                        |
| Thế hệ thứ bảy                                     |                                                  |                                                  |                                                  |                                                  |
| Nintendo DS                                        | 2004                                             | 200                                              | 278                                              | 154,020,000                                      |
| PlayStation Portable                               | 2004                                             | 250                                              | 348                                              | 82,000,000                                       |
| Xbox 360                                           | 2005                                             | 400                                              | 540                                              | 84,700,000                                       |
| PlayStation 3                                      | 2006                                             | 500                                              | 780                                              | 87,400,000                                       |
| Wii                                                | 2006                                             | 250                                              | 326                                              | 101,630,000                                      |
| Thế hệ thứ tám                                     |                                                  |                                                  |                                                  |                                                  |
| Nintendo 3DS                                       | 2011                                             | 250                                              | 293                                              | 75,280,000                                       |
| PlayStation Vita                                   | 2012                                             | 250                                              | 293                                              | 15,900,000                                       |
| Wii U                                              | 2012                                             | 350                                              | 399                                              | 13,560,000                                       |
| PlayStation 4                                      | 2013                                             | 400                                              | 448                                              | 112,300,000                                      |
| Xbox One                                           | 2013                                             | 500                                              | 560                                              | 46,900,000                                       |
| Nintendo Switch                                    | 2017                                             | 300                                              | 318                                              | 84,590,000                                       |
| Hiện tại                                           |                                                  |                                                  |                                                  |                                                  |
| PlayStation 5                                      | 2020                                             | 400 / 500                                        | 400 / 500                                        | 4,500,000                                        |
| Xbox Series X/S                                    | 2020                                             | 300 / 500                                        | 300 / 500                                        | 3,500,000                                        |
| Thiết bị cầm tay hiển thị bằng màu xanh lam. 1. 2. |                                                  |                                                  |                                                  |                                                  |

## Thế hệ đầu tiên

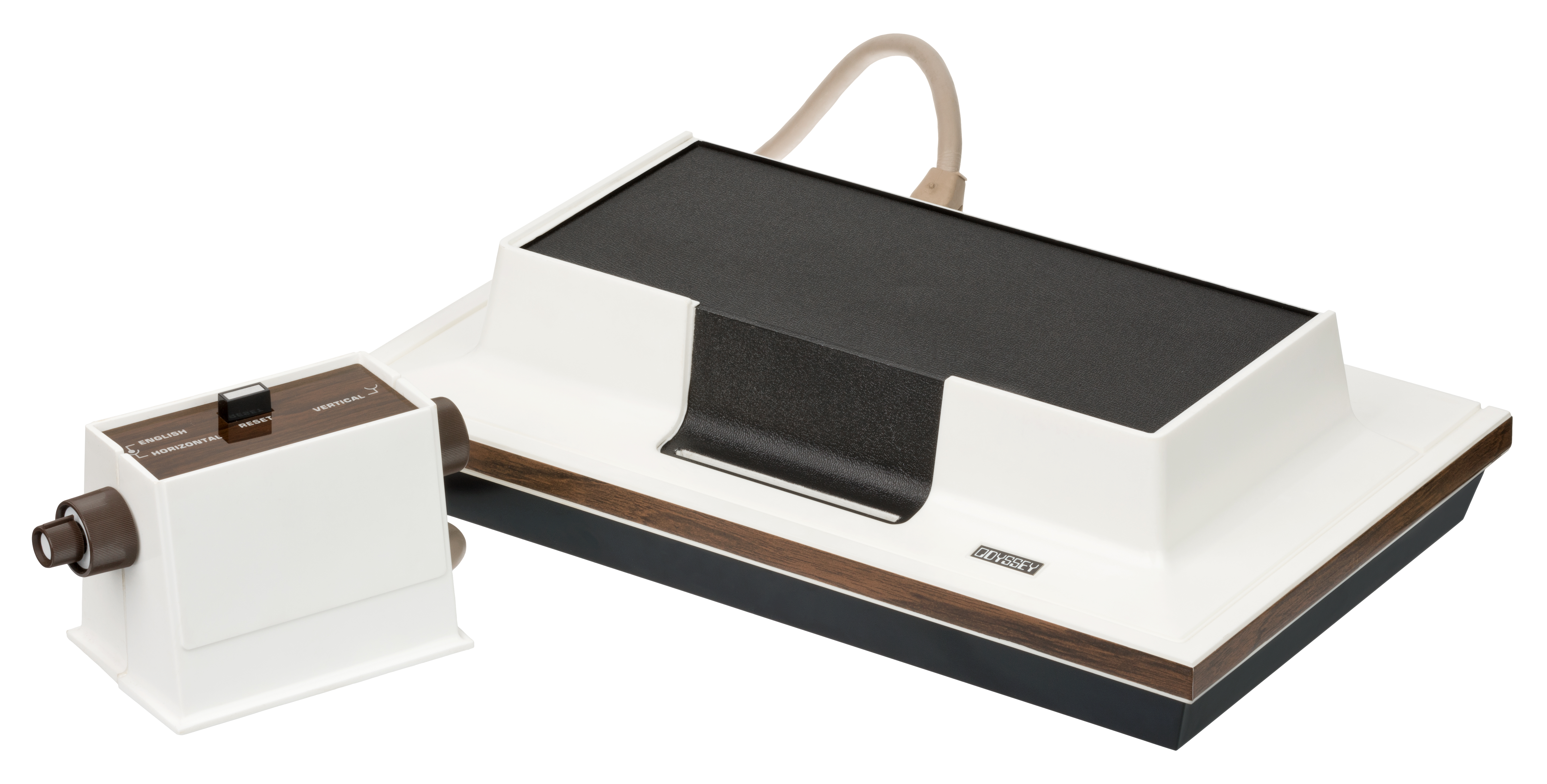
Magnavox Odyssey là máy chơi video game console đầu tiên được phát hành vào năm 1972.

Các trò chơi video đầu tiên xuất hiện vào những năm 1960. Chúng được chơi trên các máy tính lớn kết nối với màn hình vector, không phải TV analog. Ralph H. Baer đã nghĩ ra ý tưởng về một trò chơi video gia đình vào năm 1951.
Vào cuối những năm 1960, khi làm việc cho Sanders Associates, Baer đã tạo ra một loạt các thiết kế bảng điều khiển trò chơi video. Một trong những thiết kế này, được đặt tên là "Brown Box" năm 1966, có các chế độ trò chơi có thể thay đổi và đã được thử nghiệm cho một số nhà sản xuất TV, cuối cùng đưa đến một thỏa thuận giữa Sanders Associates và Magnavox.
Vào năm 1972, Magnavox đã phát hành Magnavox Odyssey, máy chơi console gia đình đầu tiên có thể được kết nối với TV. Thiết kế ban đầu của Ralph Huser đã gọi vốn cho một hàng switch (thiết bị chuyển mạch) lớn cho phép người chơi bật và tắt một số thành phần của máy console (Odyssey thiếu CPU) để tạo ra các trò chơi hơi khác nhau như tennis, bóng chuyền, khúc côn cầu và đuổi bắt. Magnavox đã thay thế thiết kế công tắc bằng hộp ROM riêng cho từng trò chơi. Mặc dù Baer đã phác thảo ý tưởng cho các hộp mực có thể bao gồm các thành phần mới cho các trò chơi mới, nhưng các hộp ROM do Magnavox phát hành đều có chức năng tương tự như các phím chuyển và cho phép người chơi chọn từ các trò chơi tích hợp của Odyssey.
Máy chơi game Odyssey ban đầu bán được khoảng 100.000 chiếc, tạo ra thành công vừa phải, và cho đến khi trò chơi arcade Pong của Atari đã phổ biến trò chơi điện tử khiến công chúng bắt đầu chú ý nhiều hơn về ngành công nghiệp mới nổi. Vào mùa thu năm 1975, Magnavox phải cúi đầu chịu thua trước sự phổ biến của Pong nên đã hủy bỏ Odyssey và phát hành một phiên bản thu nhỏ chỉ chơi Pong và hockey là Odyssey 100. Máy chơi game thế hệ thứ hai, "đời cao hơn", Odyssey 200, được phát hành cùng với 100 và thêm điểm trên màn hình, tối đa bốn người chơi và thế hệ thứ ba—Smash, được phát hành thông qua Sears, gần như đồng thời với máy chơi Pong tại nhà của Atari. Những máy chơi game này đã khởi động thị trường tiêu dùng. Tất cả ba máy chơi game mới đều sử dụng thiết kế đơn giản hơn so với Odyssey ban đầu đã làm mà không có các phần board game hoặc đạn bổ sung. Trong những năm sau đó, thị trường chứng kiến nhiều công ty tương tự đổ xô vào máy chơi game.
Sau khi General instrument phát hành các vi mạch giá rẻ của họ, mỗi vi mạch chứa một bộ điểu khiển hoàn chỉnh trên một con chip, nhiều nhà phát triển nhỏ đã bắt đầu phát hành các máy console có vẻ ngoài khác nhau, nhưng bên trong chính xác các trò chơi giống nhau. Hầu hết các máy chơi game từ thời đại này là máy chơi game chuyên dụng chỉ chơi các trò chơi đi kèm với bảng điều khiển. Những máy chơi game video này thường chỉ được gọi là trò chơi điện tử vì có rất ít lý do để phân biệt hai loại này. Trong khi một số công ty như Atari, Magnavox và người mới Coleco đẩy mạnh về vỏ ngoài, thị trường trở nên tràn ngập các trò chơi video đơn giản, tương tự.